# Nicolai Hoch
Nicolai Hoch (* 29. Juli 1993 in Lahr/Schwarzwald) ist ein deutscher Rockmusiker, Songwriter und Autor.
Er ist Mitglied der Band Setyøursails aus Köln.

## Leben / Musikalische Vita
Hoch wuchs in Mietersheim, einem Stadtteil von Lahr/Schwarzwald, auf und besuchte das Scheffel-Gymnasium Lahr, an welchem er sein Abitur machte. Dort spielte er seit Teenagerjahren in verschiedenen Bands, z. B. „The Said“, mit denen er bereits in D-A-CH Konzerte spielte. Nach seinem Abitur 2013 wurde er Mitglied bei „A5 Richtung Wir“. Aus dieser Band entstand 2015 die Gruppe Von Welt. Diese verließ er nach acht Jahren im Dezember 2022.
Seit April 2022 ist Hoch Mitglied der Metalcore-Band Setyøursails aus Köln.

### Setyøursails

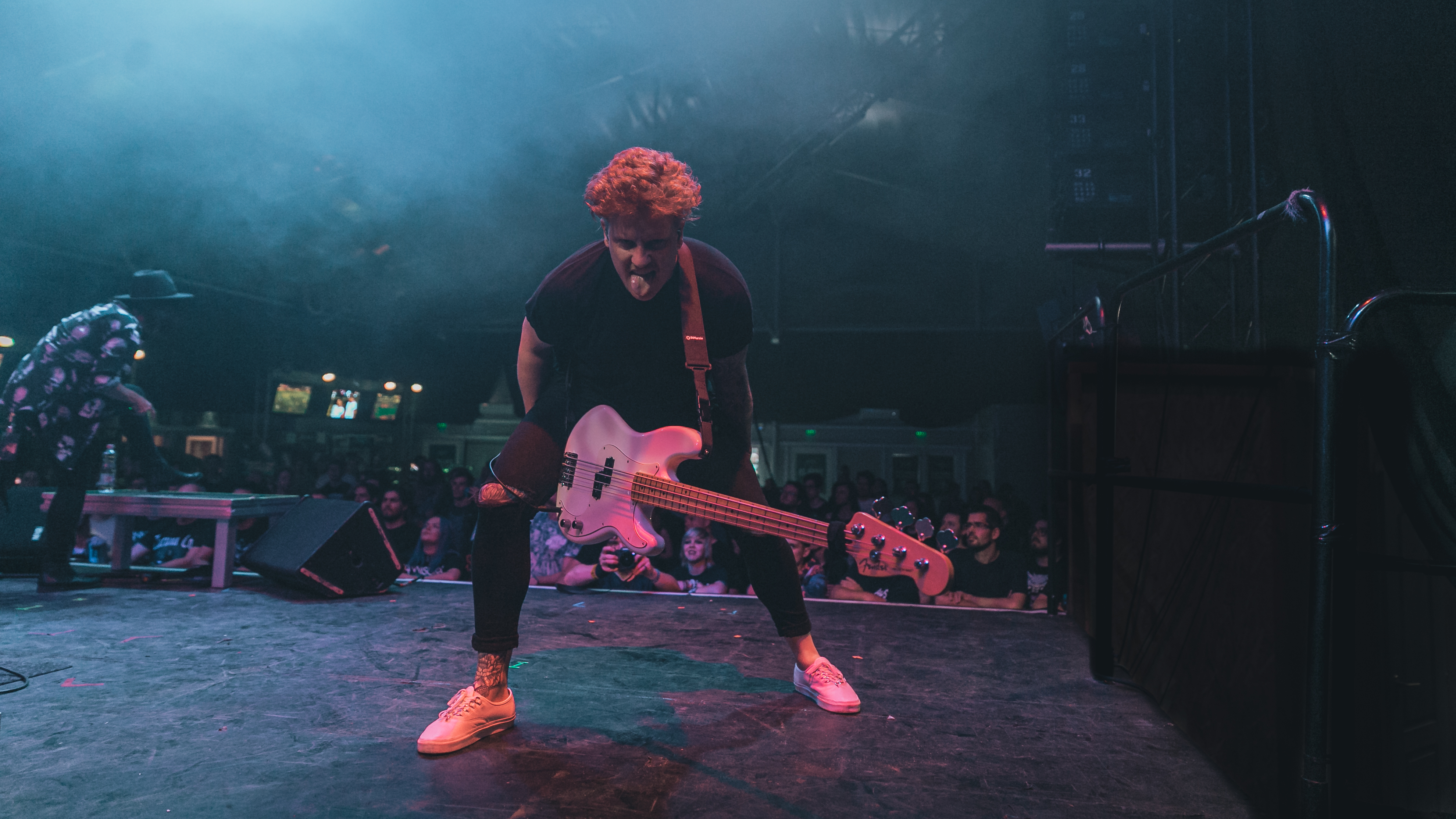
Nicolai Hoch live mit Setyøursails in Budapest, Mai 2022

Im Frühjahr 2022 gab Hoch auf Instagram bekannt, dass er nun zusätzlich bei den Kölner Metalcore-Newcomern Setyøursails einsteigen wird. Diese Band ist bei dem renommierten Plattenlabel Napalm Records aus Österreich unter Vertrag. Wenige Tage danach befand sich Setyøursails bereits auf einer Europatournee mit Annisokay und Future Palace. Die Band spielte auch im Sommer 2022 namhafte Festivals, u. a. das Full Force (Musikfestival) und das Reload Festival. Im Herbst/Winter 2022 war die Band Support-Act der Emil Bulls auf deren Jubiläumstour. 2023 spielte die Band unter anderem mit Cypecore eine teilweise ausverkaufte Deutschland-Tour. Der Festivalsommer war u. a. mit dem Summer Breeze vollgepackt. Das zweite Halbjahr nutzte die Band laut eigenen Aussagen zum Schreiben des nächsten Albums.
Das Album Bad Blood veröffentlichte die Band am 12. April 2024 bei Napalm Records und spielte im Anschluss daran die erste eigene, in großen Teilen ausverkaufte Co-Headliner Tour und den Festivalsommer 2024, unter anderem auf dem Deichbrand, dem Open Flair und weiteren namhaften Festivals.

### Von Welt (2015–2022)

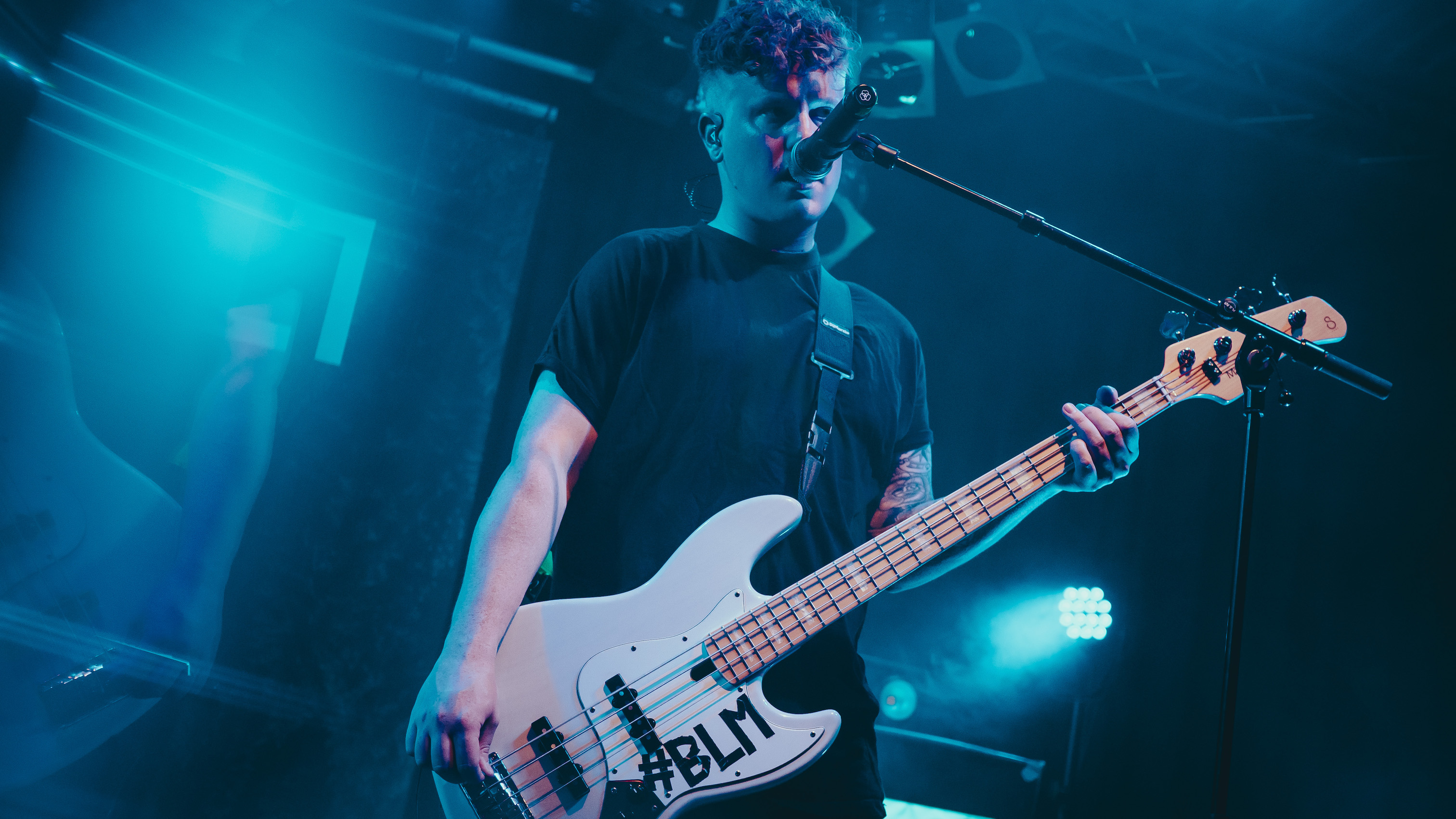
Nicolai Hoch live mit Von Welt in Lahr, Juni 2022

Mit dieser Band veröffentlichte er 2016 die EP Milliardenstadt, welche die Band bei mehreren Studioaufenthalten in Hamburg bei Franz Plasa in den H.O.M.E.-Studios schrieb und aufnahm. Im Rahmen der Promo für die EP spielte Von Welt eine erste deutschlandweite Headliner-Tour und trat u. a. bei Gute Zeiten, schlechte Zeiten auf. Die Band spielte bis 2022 über 400 Konzerte in Europa und Asien. 2020 erschien das Debüt-Album SCHWARZ, welches auf Platz 35 der deutschen Charts einsteigen konnte und welches die Band auf ihrem eigenen Label „Modern Post“ veröffentlichte. 2021 wurde Von Welt mit dem Panikpreis der Udo-Lindenberg-Stiftung ausgezeichnet. Das Album wurde millionenfach gestreamt und die Musikvideos erzielten hohe Aufrufzahlen. Im Sommer 2022 spielte die Band große Shows, u. a. mit Udo Lindenberg.
Am 30. Dezember 2022 teilen sowohl Hoch als auch die Band auf ihren jeweiligen sozialen Kanälen mit, dass er Von Welt verlässt.

## Soziales Engagement

### Lahr.hilft (Gemeinsam Europa e.V.)
Im Februar 2022 gründet Hoch gemeinsam mit seinen Freunden Pirmin Styrnol, Jan Gines Alvarez und Mike Gruenwald die Initiative „Lahr.hilft“, um direkt nach Beginn der russischen Invasion in der Ukraine Direkthilfe leisten zu können. Innerhalb von wenigen Tagen erreicht die Initiative einen hohen Bekanntheitswert, vor allem durch Instagram, und es kommen mehrere hundert Tonnen an Spenden zusammen. Im späteren Verlauf des Jahres entsteht daraus der Verein „Gemeinsam Europa e. V.“, um nicht nur Hilfe für die Ukraine, sondern auch für andere Länder leisten zu können. Hoch ist einer der Vorstände des Vereins (Stand November 2022).
Hoch, seine Mitstreiter und Mitstreiterinnen wurden für ihr soziales Engagement bisher mit dem Integrationspreis der Ortenau und dem Bürgerpreis der Stadt Lahr gewürdigt.

## Diskografie
SETYØURSAILS

### Alben
- 2024: Bad Blood

### Singles
- 2022: Shallow (Cover)
- 2023: Best of Me
- 2024: Bad Blood
- 2024: Lately
- 2024: Bad Company

Von Welt

### Alben
- 2020: SCHWARZ

#### EPs
- 2016: Milliardenstadt

#### Singles
- 2016: Raus
- 2017: Scheitern
- 2019: Schwarz Schwarz Weiß
- 2019: Vorkriegskinder
- 2019: Zerstöre mich
- 2019: Es wird (Morvan Remix)
- 2019: Diebe
- 2019: Verschwende deine Jugend
- 2020: Zweites Herz
- 2020: Ein Komet
- 2020: Tränenreich
- 2020: Mit der Zeit
- 2021: Bleiben
- 2021: Unendlichkeit
- 2022: Was ist nur passiert

## Musikvideos

### Setyøursails
- 2022: Shallow (Cover)
- 2023: Best of Me
- 2024: Bad Blood
- 2024: Lately
- 2024: Bad Company

### Von Welt
- 2016: Raus
- 2019: Schwarz Schwarz Weiß
- 2019: Vorkriegskinder
- 2019: Zerstöre mich
- 2019: Es wird (Morvan Remix)
- 2019: Diebe
- 2019: Verschwende deine Jugend
- 2020: Zweites Herz
- 2020: Ein Komet
- 2020: Tränenreich
- 2020: Mit der Zeit
- 2021: Bleiben
- 2021: Unendlichkeit
- 2022: Was ist nur passiert

## Belege
1. ↑  SETYØURSAILS - Cover von “Shallow” + Musik Video. In: ffm-rock.de. Abgerufen am 10. Juli 2022.
2. ↑  Zum Programm - Scheffel-Gymnasium Lahr. In: yumpu.com. Abgerufen am 10. Juli 2022.
3. ↑  Drei junge Bands erstmals auf der Bühne. In: Badische Zeitung. Abgerufen am 10. Juli 2022.
4. ↑  Nicolai Hoch. In: Instagram. Abgerufen am 10. Juli 2022.
5. ↑  Bernd: Set Your Sails. In: napalmrecords.com. Abgerufen am 10. Juli 2022 (britisches Englisch).
6. ↑  André Schnittker: SETYØURSAILS - Endlich auf Tour mit Annisokay. In: whiskey-soda.de. 29. April 2022, abgerufen am 10. Juli 2022.
7. ↑  SETYØURSAILS. In: full-force.de. Abgerufen am 10. Juli 2022.
8. ↑  Reload Festival 2022. In: musix.de. Abgerufen am 10. Juli 2022 (englisch).
9. ↑  Emil Bulls präsentieren die Gäste ihrer Anniversary Tour 2022. In: MoreCore.de. 15. Oktober 2022, abgerufen am 15. Januar 2023 (deutsch).
10. ↑  Kevin R. Emmers: Cypecore kommen mit SETYOURSAILS auf Tour. In: frontstage-magazine.de. 4. April 2023, abgerufen am 25. Februar 2024 (deutsch).
11. ↑  Setyoursails_230817_MM-1. In: Summer Breeze. Abgerufen am 25. Februar 2024.
12. ↑  Bad Blood Digisleeve CD. Abgerufen am 17. September 2024.
13. ↑  Setyøursails 2024 I DEICHBRAND Festival. Abgerufen am 17. September 2024.
14. ↑  Open Flair Festival 2024. Abgerufen am 17. September 2024.
15. ↑  Von Welt: Milliardenstadt (Review/Kritik) - Album-Rezension (Deutschrock, Pop-Rock). Abgerufen am 10. Juli 2022.
16. ↑  Lahrer Zeitung Germany: Oberschopfheim: Gute Zeiten für die Band von Welt - Lahrer Zeitung. Abgerufen am 10. Juli 2022.
17. ↑  VON WELT veröffentlichen Album „SCHWARZ“ - Haiangriff. 14. Juli 2020, abgerufen am 10. Juli 2022.
18. ↑  Badische Zeitung: Die Band "Von Welt" erhält Udo Lindenberg Panikpreis - Lahr - Badische Zeitung. Abgerufen am 10. Juli 2022.
19. ↑  Badische Zeitung: Udo Lindenberg - Calw - Kloster St. Peter und Paul Calw-Hirsau - 30.07.2022: Tickets kaufen - Badische Zeitung TICKET. Abgerufen am 10. Juli 2022.
20. ↑  Facebook. Abgerufen am 15. Januar 2023.
21. ↑  Badische Zeitung: Lahrer Ukraine-Hilfsprojekt "Gemeinsam Europa" erhält den Integrationspreis des Landkreises. Abgerufen am 19. Dezember 2022.
22. ↑  Badische Zeitung: Lahrer Bürgerpreis geht an das Café Löffel, die Lahrer Tafel und den Verein Gemeinsam Europa. Abgerufen am 19. Dezember 2022.
23. ↑  Chartquellen: DE

| Personendaten    | Personendaten                               |
| ---------------- | ------------------------------------------- |
| NAME             | Hoch, Nicolai                               |
| KURZBESCHREIBUNG | deutscher Rockmusiker, Songwriter und Autor |
| GEBURTSDATUM     | 29. Juli 1993                               |
| GEBURTSORT       | Lahr/Schwarzwald                            |